# Régicide de 1908 au Portugal
Le régicide de 1908 au Portugal, ou régicide de Lisbonne, est l'assassinat du roi Charles Ier de Portugal et de son fils et héritier, Louis-Philippe de Bragance, par des partisans républicains soutenus par les carbonaristes portugais, mais aussi par des politiciens anti-monarchistes.  

## Histoire
Le régicide est perpétré par Manuel Buíça (1876-1908) et Alfredo Costa (1883-1908), deux militants républicains qui sont immédiatement abattus par la police. Les faits ont lieu le 1er février 1908, vers 17 heures, sur l'actuelle place du Commerce (communément appelée Terreiro do Paço), au bord du Tage, à Lisbonne,.  
Cet assassinat marque profondément l'histoire du Portugal. Il met fin aux nombreuses tentatives de réformer la monarchie constitutionnelle et annonce sa fin prochaine. En effet, de nombreux scandales, montés en épingle par l'opposition républicaine, n'avaient cessé de discréditer le régime monarchique depuis la fin du XIXe siècle. Le pays connaissait une crise politique, économique et sociale rythmée par la chute de gouvernements successifs, les attentats et les manifestations. Loin de mettre fin à cette agitation, le régicide provoque une recrudescence des violences dans la vie publique portugaise qui aboutiront au coup d'État de 1910 qui instaurera une république au Portugal.
À la suite du régicide, Manuel, le plus jeune fils de Charles Ier, monte sur le trône âgé de 18 ans à peine, sous le nom de Manuel II. Trois jours après le régicide, le jeune roi remet le pouvoir à un gouvernement de coalition dirigé par Francisco Joaquim Ferreira do Amaral, missionné pour mener une politique d'apaisement. Le souverain ouvre le parlement le 29 avril 1908. N'ayant pas été préparé à régner, il éprouve beaucoup de mal à ramener le calme dans le pays et à contenir la fureur des républicains contre la monarchie. Le souverain est finalement déposé le 5 octobre 1910.

## Antécédents
Le 29 avril 1906, les élections législatives donnent la victoire au Parti régénérateur libéral de João Franco, qui devient dès lors, le 19 mai 1906, président du Conseil. Un an après, face à l'agitation politique et l'impossibilité de gouverner, celui-ci convainc le roi de dissoudre le parlement et d'instaurer la dictature telle que le permet la loi. Ce gouvernement donne la priorité à l'assainissement des finances. 
La décision ne fait que détériorer un peu plus le climat d'extrême tension qui agite alors la scène politique portugaise. Les manifestations contre le roi et João Franco sont quotidiennes. 
Certains membres du Parti républicain portugais n'envisageaient pas d'autres voies que le régicide pour en finir avec la monarchie. Il faut dire que le roi, en voulant jouer le rôle d'arbitre de la vie politique, cherchant des solutions aux problèmes du pays et soutenant le Parti régénérateur libéral de João Franco, se plaçait directement sous le feu des critiques.

## Dans la littérature
Le régicide de 1908 est au centre du roman Les héritiers de Lisbonne de Gabriel Blancard (2025).